# 피크닉 라이브 소풍
《피크닉 라이브 소풍》은 매주 목요일 오후 6시에 방영된 라이브 음악 프로그램이다.

## 방송 시간
- 2013년 4월 20일 : 토요일 오후 2시 (파일럿)
- 2013년 5월 13일 ~ 2013년 12월 30일 : 월요일 저녁 11시
- 2014년 2월 13일 ~ 2017년 7월 27일 : 목요일 저녁 6시

## 방영 리스트

### 2013년
| 회수   | 방송일자  | 주제                                  | 출연자                                                                |
| ------ | --------- | ------------------------------------- | --------------------------------------------------------------------- |
| 파일럿 | 4월 20일  |                                       | 예은, 몽니                                                            |
| 1      | 5월 13일  | 00학개론 1편                          | 린, 김태우, 나성호(노을), 팀, 제아(브라운아이드걸스), 이정, 수호      |
| 2      | 5월 20일  | 00학개론 2편                          | 린, 김태우, 나성호(노을), 팀, 제아(브라운아이드걸스), 이정, 수호      |
| 3      | 5월 27일  | 춘향이와 봉숙이                       | 박현빈, 장미여관                                                      |
| 4      | 6월 10일  | 김광석 다시부르기                     | 박학기, 자전거 탄 풍경, 정동하(당시 부활), 박용인(어반자카파), 주니엘 |
| 5      | 6월 17일  | 아웃사이더                            | 김바다, 알리, 아웃사이더                                              |
| 스페셜 | 6월 24일  | 하이라이트                            | 1~5회 하이라이트                                                      |
| 6      | 7월 1일   | 우천 시 크라잉넛                      | 크라잉넛                                                              |
| 7      | 7월 8일   | 록 스피릿                             | 엠블랙, 레이지본                                                      |
| 8      | 7월 15일  | Rhythm & Ride                         | JK김동욱, 커먼 그라운드                                               |
| 9      | 7월 22일  | Love Actually                         | 데이브레이크, 레이나(애프터스쿨), 유아라(당시 헬로비너스)             |
| 10     | 7월 29일  | 호러파티 1편                          | 다이나믹듀오, 프라이머리, 자이언티, 리듬파워                          |
| 11     | 8월 5일   | 호러파티 2편                          | 다이나믹듀오, 프라이머리, 자이언티, 리듬파워                          |
| 12     | 8월 12일  | 나쁜 남자의 법칙                      | 피아, M.I.B                                                           |
| 13     | 8월 19일  | 가장무도회                            | 김완선, 이디오테잎                                                    |
| 14     | 8월 26일  | John Park & Swan Dive                 | 존 박                                                                 |
| 15     | 9월 2일   | 모두의 음악 그 첫 번째 이야기         | 빅스, 메이트리, 나인뮤지스                                            |
| 16     | 9월 9일   | 모두의 음악 All That Music 2          | 나인뮤지스, 안녕바다, 로맨틱펀치                                      |
| 17     | 9월 16일  | Behind Episode                        |                                                                       |
| 18     | 9월 23일  | 모두의 음악 All That Music 3          | 유승우, 박완규                                                        |
| 19     | 9월 30일  | 모두의 음악 All That Music 4 & Sinawe | 임헌일, 유성은, 시나위, 윤하                                          |
| 20     | 10월 7일  |                                       | 시나위, 김종서                                                        |
| 21     | 10월 14일 |                                       | 김예림, 임정희, 나비                                                  |
| 22     | 10월 21일 | 소풍의 비밀                           |                                                                       |
| 23     | 11월 11일 | 아이유의 비밀여행                     | 아이유                                                                |
| 24     | 11월 25일 | 아이유의 비밀여행                     | 아이유                                                                |
| 25     | 12월 23일 | 내 크리스마스의 지우개                | 윤하, 어반자카파                                                      |
| 26     | 12월 30일 |                                       | 정준일, 가을방학, 소란                                                |

### 2014년
| 회수 | 방송일자  | 주제                                                       | 출연자                                                |
| ---- | --------- | ---------------------------------------------------------- | ----------------------------------------------------- |
| 27   | 2월 13일  |                                                            | 가인(브라운아이드걸스)                                |
| 28   | 2월 20일  | “장미여관의 심야식당”                                      | 장미여관, 럼블피쉬, 레이디스 코드                     |
| 29   | 2월 27일  | “썸씽 있는 걸스데이”                                       | 걸스데이                                              |
| 30   | 3월 6일   | “더 깊어진 걸스데이의 썸씽 & 음악이 필요한 순간”           | 걸스데이, V.O.S, 제국의 아이들(中 박형식, 동준, 케빈) |
| 31   | 3월 13일  | “당신에게 음악이 필요한 순간은 언제입니까?”                | V.O.S, 제국의 아이들(中 박형식, 동준, 케빈), BMK      |
| 32   | 3월 20일  | “마음이 허기질 때 장미여관의 심야식당으로 오세요”          | 장미여관, 노브레인, 갈릭스                            |
| 33   | 3월 27일  | 하이라이트                                                 |                                                       |
| 34   | 4월 3일   | 하이라이트                                                 |                                                       |
| 35   | 4월 10일  | “오렌지캬라멜이 하면 곧 스타일이 된다 - 오캬스타일”        | 오렌지캬라멜                                          |
| 36   | 4월 17일  | “2014 봄 환영회”                                           | 옥상달빛, 딕펑스, 임창정                              |
| 37   | 5월 15일  | “힐링이 필요한 이들을 위한 음악”                           | 옥상달빛, 태원, 딕펑스, 임창정                        |
| 38   | 5월 22일  | “조성모, Since 1998”                                       | 조성모                                                |
| 39   | 5월 29일  | “의외의, 의외에 의한, 의외를 위한 전무후무한 콜라보레이션” |                                                       |
| 40   | 6월 5일   | “색깔로 음악을 말하다. Color of Music”                     |                                                       |
| 41   | 6월 12일  | “휘성의 Talk Concert”                                      | 휘성                                                  |
| 42   | 6월 19일  | “백지영… 이별을 노래하다”                                  | 백지영                                                |
| 43   | 6월 26일  | “달달한 네 남자와의 소풍, 스윗소로우”                      | 스윗소로우                                            |
| 44   | 7월 3일   | “다양한 사랑을 노래하다 LOVE, STORY, MUSIC”                | 스윗소로우, 산이, 레이나                              |
| 45   | 7월 10일  | “윤하의 게릴라 콘서트- 우산 공약이행”                      | 윤하                                                  |
| 46   | 7월 17일  | 하반기 주목할 아티스트                                     | 제이레빗, 에디킴, 40, 파로                            |
| 47   | 7월 24일  | 2014 상반기 “소풍 BEST 10”                                 |                                                       |
| 48   | 8월 7일   | “B1A4와 소풍가다!”                                         | B1A4                                                  |
| 49   | 8월 14일  | “B1A4와 소풍가다!”                                         | B1A4                                                  |
| 50   | 8월 21일  | “짜증을 음악으로 해소하자! - 짜증정산페스티벌”             | 데이브레이크, 쏜애플, 럭키제이                        |
| 51   | 8월 28일  | “손담비의 위시리스트”                                      | 손담비                                                |
| 52   | 9월 4일   | “당신도 모르는 사이 서서히 빠져드는 블랙홀 같은 음악”      | B1A4, 데이브레이크, 손담비                            |
| 53   | 10월 9일  | “팝 재즈 싱어 바우터 하멜, 한국 전통 시장에 표류하다”      | 바우터 하멜, 신지호, 고상지                           |
| 54   | 10월 16일 |                                                            |                                                       |

### 2015년
| 회수 | 방송일자 | 주제                           | 출연자 |
| ---- | -------- | ------------------------------ | --- |
| 55   | 3월 5일  | 종현의 HALF TIME DAY           | 종현, 자이언티, 윤하 |
| 56   | 3월 12일 | 훈남의 품격                    | 소란, 자이언티, 크러쉬, 에디 킴 |
| 57   | 3월 19일 | 꽃미남 카페 "벅스벅스"         | 빅스 |
| 58   | 3월 26일 | 올해의 발견                    | 하이싱어즈, 타히티, 윤현상, 지나 |
| 59   | 4월 2일  | 궁금한 이야기 '소풍'           | 빅스, 종현, 지나, 윤현상, 소란, 에디 킴, 자이언티, 크러쉬                                                                                                 |
| 60   | 4월 9일  | 2015 봄 환영회                 | 백지영, 송유빈, 신보라, 슈가볼, 신유, 아이언, 여자친구 |
| 61   | 4월 16일 | 정용화의 '결혼할 수 있을까'    | 정용화 |
| 62   | 4월 23일 | 소풍 스페셜 - 베스트 뮤지션    | 정용화, 아이언, 장미여관, 신유, 다이나믹 듀오, 아이유 |
| 63   | 5월 7일  | 음악은 재밌다                  | 몽니, NS윤지, 기리보이, 타니모션 |
| 64   | 5월 14일 | 음악은 재밌다 두 번째 이야기   | 우쿨렐레 피크닉, 어썸베이비, 테이크, 하양수 |
| 65   | 5월 21일 | Band Meets Girls               | W&JAS, 이시몬, 신지수, 박보람, 데이브레이크 |
| 66   | 5월 28일 | 소풍 OO를 만나다               | 박학기, 자전거 탄 풍경, 주니엘, 정동하, 박용인, 손담비, 선우정아, 김완선, 이디오테잎, 아이유, 걸스데이, B1A4, 타니모션, 시나위, 김바다, 스완다이브, 존 박 |
| 67   | 6월 4일  | 2015 Hot Boys and Girls        | 박보람, 김예림, 방탄소년단 |
| 68   | 6월 11일 | Music Meets Style              | 정준영 밴드, 정동하&버스터리드, 바버렛츠 |
| 69   | 6월 18일 | hiphop meets PICNIC LIVE       | P-TYPE, NaShow, Don mills |
| 70   | 6월 25일 | hiphop meets PICNIC LIVE       | 치타, 올티, 송희진 |
| 71   | 7월 2일  | 한 여름밤엔 '음악'             | 마마무, 홍대광, 나윤권, 장재인 |
| 72   | 7월 9일  | 내 여름날의 학교               | 김형중, 이지혜, 커피소년, 소울라이츠, 안녕하신가영 |
| 73   | 7월 15일 | 여름휴가 완전 정복             | 정준영밴드, 바버렛츠, 김예림, 데이브레이크&박보람, 방탄소년단, 장재인, 나윤권, 홍대광, 마마무, 듀오아임                                                   |
| 74   | 7월 23일 | 2015 상반기 소풍을 빛낸 무대   | 박보람, 자이언티&크러쉬, 몽니, 피타입, 김예림, 치타&올티, 데이브레이크, 신유&여자친구, 정용화, 빅스                                                       |
| 75   | 8월 6일  | 동시상영 제1화                 | 이기찬, 백청강, 윤형빈, 선우, 잔나비 |
| 76   | 8월 13일 | 동시상영 제2화                 | 송원근, 김보아, 고유진, 배수정 |
| 77   | 8월 20일 | 소풍스페셜 미니페스티벌 인디20 | 크라잉넛, 노브레인,옥상달빛,제이레빗,타니모션, 바버렛츠,로맨틱펀치X안녕바다,갈릭스,,몽니X예은 술탄오브 더 디스코X앤씨아,선우정아X손담비, 커피소년X이지혜  |
| 78   | 8월 27일 | 스컬&하하의 Summer Night       | 스컬&하하,바버렛츠,유승우 |
| 79   | 9월 3일  | Hot Girls' Party               | 나인뮤지스 ,여자친구, 은가은, 카라 규리, 프럼디에어포트,유승우                                                                                            |
| 80   | 9월 10일 | 소풍 스페셜 Bonus Track        | 유승우, 유성은, 다이나믹듀오, 나윤권, 장재인, B1A4, 정용화,몽니,이기찬,아이유,정준영밴드, 00학개론(김태우,이정,린,제아,팀,수호,나성호), 데이브레이크      |
| 81   | 9월 17일 | 참 좋은 가을음악               | 린, 가을방학, 멜로디데이 |
| 82   | 9월 24일 | 4COLORS                        | 김소정, 바닐라어쿠스틱, 옥상달빛, 헬로 스트레인저, 라엘                                                                                                   |

### 2021년
| 회수 | 방송일자 | 주제            | 출연자                                                           |
| ---- | -------- | --------------- | ---------------------------------------------------------------- |
| 116  | 9월 29일 | M.O.M찐팬콘서트 | MSG워너비 M.O.M - 별루-지(지석진), 강창모(KCM), 원슈타인, 박재정 |
| 117  | 10월 6일 | M.O.M찐팬콘서트 | MSG워너비 M.O.M - 별루-지(지석진), 강창모(KCM), 원슈타인, 박재정 |